# Milan Srškić
 (juin 2019).
Milan Srškić (3 mars 1880 - 12 avril 1937) est un homme politique et un avocat yougoslave qui fut premier ministre du royaume de Yougoslavie du 3 juillet 1932 au 27 janvier 1934 pendant la dictature du roi Alexandre Ier.